# RWC
RWC is een historisch merk van motorfietsen.
De firmanaam was Fahrradfabrik Franz Tresnak, St. Christophen beu Neulengbach.
Oostenrijks merk dat vanaf 1949 lichte motorfietsen met Rotax-Sachs-tweetaktmotoren van 98 cc bouwde. Rond 1958 werd de productie beëindigd.